# アリソン・アンダース
アリソン・アンダース（Allison Anders、1954年11月16日 - ）はアメリカ合衆国ケンタッキー州出身の映画監督・映画プロデューサー。

## 略歴
カリフォルニア大学ロサンゼルス校（ULCA）の School of Theater, Film and Television で映画製作を学んだ。
1987年に映画監督としてデビュー。1999年からはテレビシリーズを手がけており、『セックス・アンド・ザ・シティ』、『Lの世界』、『コールドケース 迷宮事件簿』などのエピソードを幾つか監督した。

## 主な監督作品
- ボーダー・レディオ Border Radio (1988年) - 共同監督 (ディーン・レント、カート・ヴォスと)
- ガス・フード・ロジング Gas, Food Lodging (1991年)
- Mi Vida Loca (1993年)
- ROOM 321 お客様は魔女 The Missing Ingredient (1995年)
  - オムニバス映画『フォー・ルームス』 Four Rooms の一篇。
- グレイス・オブ・マイ・ハート Grace of My Heart (1996年)
- Sugar Town (1999年) - 共同監督 (カート・ヴォスと)
- Things Behind the Sun (2001年)
- ストラッター Strutter (2012年) - 共同監督 (カート・ヴォスと)
- オレンジ・イズ・ニュー・ブラック テレビシリーズ